# بترو كوندراتيوك
بترو كوندراتيوك (بالأوكرانية: Кондратюк Петро Петрович)‏ هو لاعب كرة قدم أوكراني في مركز الوسط، ولد في 21 أبريل 1979 في Shchaslyve, Boryspil Raion, Kyiv Oblast ‏ في أوكرانيا. لعب مع ديسنا تشرنيغوف ونادي إيليتشيفيتس ماريوبول.

## وصلات خارجية
- بترو كوندراتيوك على موقع اتحاد أوكرانيا (الإنجليزية)
- بترو كوندراتيوك على موقع قاعدة بيانات كرة القدم.إي يو (الإنجليزية)